# Digital Equipment Corporation

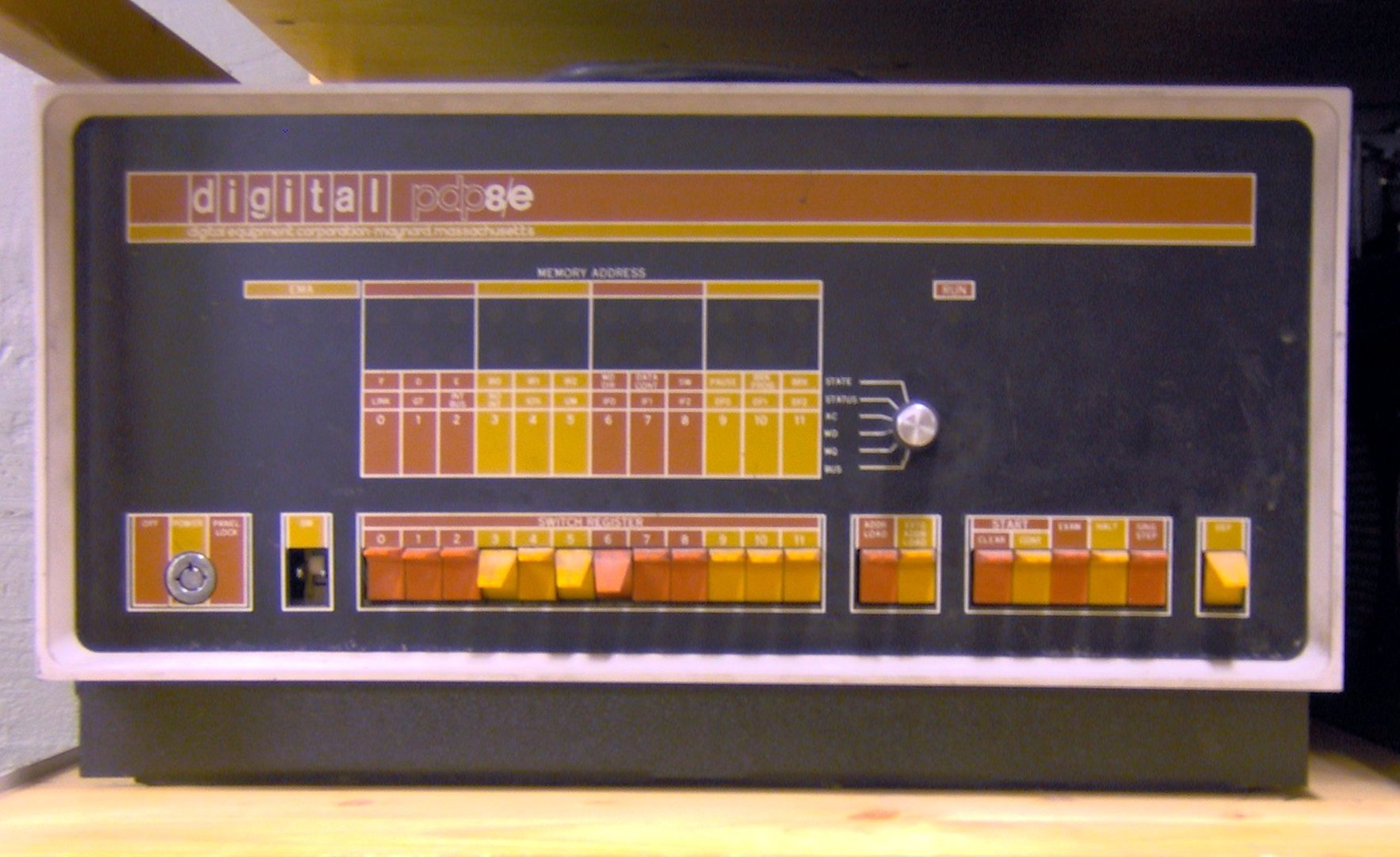
Komputer PDP-8e

Digital Equipment Corporation (DEC) – amerykańskie przedsiębiorstwo informatyczne założone w 1957 r. przez Kena Olsena. Jego nazwa handlowa to Digital.
Pierwszy producent minikomputerów (PDP-5 rok 1963) i 32-bitowych procesorów (VAX rok 1977). Konstruktor 64-bitowych procesorów RISC Alpha (1991). 
Do lat 90. firma działała prawie w każdej dziedzinie rozwiązań informatycznych. W 1998 roku po przejęciu przez Compaqa firma przestała istnieć, jednak linia procesorów i komputerów była nadal rozwijana. Od 2002 sam Compaq jest częścią koncernu Hewlett-Packard.

## Prace nad sieciąEthernet
Digital w połowie lat 70. w połączeniu z firmami Xerox i Intel podjął prace nad opracowaniem zestawu wspólnych standardów w komunikacji między urządzeniami. Tak zrodziła się idea Ethernetu. Standardy te i oparte na nich produkty stały się znane pod nazwą DIX Ethernet, gdzie określenie DIX jest zlepkiem pierwszych liter trzech wymienionych firm.
W latach 80. powstała druga wersja standardu znana jako DIX Version 2 (DIXv2). Ten standard definiował protokoły i fizyczne szczegóły sieci, która rozpowszechniła się pod nazwą 10BASE5. Niedługo po opublikowaniu tego standardu prace nad Ethernetem zostały przejęte i kontynuowane przez instytut IEEE.